# Tidlige menneskers kontrol over ild
De tidlige menneskers kontrol over ild var et vendepunkt i menneskelig kulturel evolution, der tillod mennesker at formere sig mere hastigt grundet tilberedning af mad, øget dagsaktivitet og beskyttelse mod rovdyr og insekter. Ild tillod altså en øgning af menneskers aktiviteter ud på de koldere timer af natten (eller koldere klimaer generelt), og ydede beskyttelse mod rovdyr og insekter.
Utvetydigt bevis for udbredt beherskelse af ild kan dateres til omkring 125.000 år siden og senere. Bevis for Homo erectus' kontrollerede brug af ild med begyndelse for omkring 400.000 år siden har bred videnskabelig opbakning, mens påstande angående tidligere beviser mestendels afvises som utilstrækkelig eller overfladisk.
Påstande om det tidligste afgørende bevis for kontrol over ild ydet af et medlem af Homo varierer fra 0,2 til 1,7 millioner år sider (Mya).